# Watson-Guptill
Watson-Gutpill est une maison d'édition américaine spécialisée dans les ouvrages artistiques didactiques. Fondée en 1937, elle a son siège à New York.
Depuis 2013, Watson-Gutpill est une division de Ten Speed Press (en).